# Platanthera × bicolor
Platanthera × bicolor là một loài thực vật có hoa trong họ Lan. Loài này được (Raf.) Luer miêu tả khoa học đầu tiên năm 1972.